# Woldemar Dietrich von Budberg-Bönninghausen

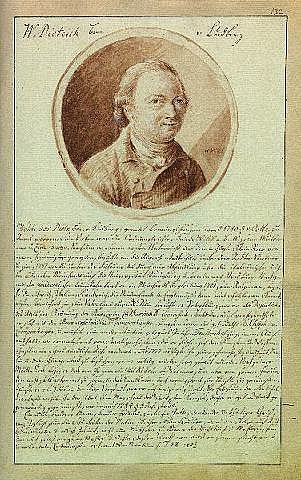
Woldemar Dietrich Baron von Budberg, Sammlung Brotze

Woldemar Dietrich Freiherr von Budberg-Bönninghausen (* 8. Oktober 1740 in Reval; † 3. Juli 1784 in Walk) war ein deutschbaltischer Maler und Zeichner.

## Leben

### Herkunft
Woldemar Dietrich war Angehöriger der Freiherren von Budberg. Seine Eltern waren der Ordnungsrichter und Erbherr auf Schloss Treyden und Schloss Tirsen in Livland sowie auf den estländischen Gütern Hark, Hukas und Strandhof, Otto Friedrich Freiherr von Budberg-Bönninghausen (1700–1755) und Barbara Wilhelmine, geb. von Zimmermann, verwitwete von Brevern (1716–1781).

### Werdegang
Er erhielt in den Jahren 1754 bis 1757 Hausunterricht beim Rektor der Domschule Riga Johann Gotthelf Lindner. Ab dem Jahr 1757 studierte er in Straßburg. Während seiner Reisen in Deutschland, der Schweiz, Italien, Frankreich, England und den Niederlanden absolvierte er unter anderem bei Adam Friedrich Oeser in Leipzig und Anton Raphael Mengs in Dresden eine Ausbildung zum Künstler. Seit 1765 hielt er sich wieder dauerhaft in Livland auf und lebte nacheinander auf den elterlichen Gütern Strasdenhof und Kegeln, das seine Mutter geerbt hatte. 1783 als Kreismarschall in Walk und besaß seit 1784 Schloss Tirsen. Er war ebenfalls Ordnungsrichter, Schriftsteller und Dichter. Budberg wurde in Rodenpois beigesetzt.

### Werke
Budberg malte Ölgemälde von Landschaften und historischen Darstellungen, bspw. das Altarbild für die Kirche in Erlaa. Er fertigte auch Porträts und diverse Zeichnungen. Johann Christoph Brotze kopierte bspw. sein Gemälde des Herrenhauses Gravenheide am Jägelsee bei Riga für seine Sammlung.

### Familie
Er vermählte sich 1764 in Riga mit Sophie Freiin von Campenhausen (1748–1805). Aus der Ehe gingen neun Kinder hervor, wovon vier jung verstarben. Unter den Kindern, welche das Erwachsenenalter erreichten, sind zu nennen:
1. Sophia Helena (1768–1841), ⚭ 1786 Gustav Johann von Buddenbrock (1758–1821), Landmarschall
2. Otto Christoph (1771–1857), Jurist und Schriftsteller
3. Karl Woldemar (1778–1842), Maler